# Atletismo nos Jogos Olímpicos de Verão de 2012 - Revezamento 4x100 m feminino
A competição do revezamento 4x100 metros feminino nos Jogos Olímpicos de Verão de 2012 aconteceu nos dias 9 e 10 de agosto no Estádio Olímpico de Londres.
Tianna Madison, Allyson Felix, Bianca Knight e Carmelita Jeter conquistaram a medalha de ouro para os Estados Unidos estabelecendo um novo recorde mundial. O tempo de 40s82 é o melhor desde 1985, quando a então Alemanha Oriental cravou 41s37.

## Calendário
Horário local (UTC+1).
| Data         | Horário | Fase            |
| ------------ | ------- | --------------- |
| 9 de agosto  | 20:20   | Primeira rodada |
| 10 de agosto | 20:40   | Final           |

## Medalhistas
|  | USA Estados Unidos                                                                       |  | JAM Jamaica |  | UKR Ucrânia                                                 |
|  | Tianna Madison Allyson Felix Bianca Knight Carmelita Jeter Jeneba Tarmoh Lauryn Williams |  | Shelly-Ann Fraser-Pryce Sherone Simpson Veronica Campbell-Brown Kerron Stewart Samantha Henry-Robinson Schillonie Calvert |  | Olesya Povh Hrystyna Stuy Mariya Ryemyen Elyzaveta Bryzgina |

## Recordes
Antes desta competição, os recordes mundiais e olímpicos da prova eram os seguintes:
| Tipo | Atleta            | Tempo   | Local    | Data                 |
| ---- | ----------------- | ------- | -------- | -------------------- |
|      | Alemanha Oriental | 41,37 s | Camberra | 6 de outubro de 1985 |
|      | Alemanha Oriental | 41,60 s | Moscou   | 1 de agosto de 1980  |

Os seguintes recordes mundiais e/ou olímpicos foram estabelecidos durante esta competição:
| Data         | Evento | Atleta             | Tempo   | Notas           |
| ------------ | ------ | ------------------ | ------- | --------------- |
| 10 de agosto | Final  | USA Estados Unidos | 40,82 s | Recorde mundial |

## Primeira fase

### Bateria 1
| Pos. | Raia | CON                   | Nomes                                                                      | Tempo | Notas                |
| ---- | ---- | --------------------- | -------------------------------------------------------------------------- | ----- | -------------------- |
| 1    | 2    | USA Estados Unidos    | Tianna Madison, Jeneba Tarmoh, Bianca Knight, Lauryn Williams              | 41.64 | Q,                   |
| 2    | 4    | TRI Trinidad e Tobago | Michelle-Lee Ahye, Kelly-Ann Baptiste, Kai Selvon, Semoy Hackett           | 42.31 | Q,                   |
| 3    | 8    | NED Países Baixos     | Kadene Vassell, Dafne Schippers, Eva Lubbers, Jamile Samuel                | 42.45 | Q,                   |
| 4    | 7    | BRA Brasil            | Ana Cláudia Lemos, Franciela Krasucki, Evelyn dos Santos, Rosângela Santos | 42.55 | q,                   |
| 5    | 3    | NGR Nigéria           | Christy Udoh, Gloria Asumnu, Oludamola Osayomi, Blessing Okagbare          | 42.74 | q,                   |
| 6    | 9    | BAH Bahamas           | Sheniqua Ferguson, Chandra Sturrup, Christine Amertil, Anthonique Strachan | 43.07 | Recorde da temporada |
| 7    | 6    | SUI Suíça             | Michelle Cueni, Mujinga Kambundji, Ellen Sprunger, Léa Sprunger            | 43.54 | Recorde pessoal      |
| 8    | 5    | JPN Japão             | Anna Doi, Kana Ichikawa, Chisato Fukushima, Yumeka Sano                    | 44.25 |                      |

### Bateria 2
| Pos. | Raia | CON              | Nomes                                                                            | Tempo | Notas                |
| ---- | ---- | ---------------- | -------------------------------------------------------------------------------- | ----- | -------------------- |
| 1    | 4    | UKR Ucrânia      | Olesya Povh, Hrystyna Stuy, Mariya Ryemyen, Elyzaveta Bryzgina                   | 42.36 | Q,                   |
| 2    | 6    | JAM Jamaica      | Samantha Henry-Robinson, Sherone Simpson, Schillonie Calvert, Kerron Stewart     | 42.37 | Q,                   |
| 3    | 9    | GER Alemanha     | Leena Günther, Anne Cibis, Tatjana Pinto, Verena Sailer                          | 42.69 | Q                    |
| 4    | 2    | POL Polônia      | Marika Popowicz, Daria Korczyńska, Marta Jeschke, Ewelina Ptak                   | 43.07 |                      |
| 5    | 5    | COL Colômbia     | Yomara Hinestroza, Norma González, Darlenis Obregón, Eliecith Palacios           | 43.21 | Recorde da temporada |
| 6    | 7    | RUS Rússia       | Olga Belkina, Natalia Rusakova, Elizabeta Savlinis, Aleksandra Fedoriva          | 43.24 | Recorde da temporada |
| 7    | 3    | BLR Bielorrússia | Alina Talay, Katsiaryna Hanchar, Elena Danilyuk-Nevmerzhytskaya, Yuliya Balykina | 43.90 |                      |
| —    | 8    | FRA França       | Myriam Soumaré, Ayodelé Ikuesan, Lina Jacques-Sébastien, Johanna Danois          | —     | DSQ                  |

## Final
| Pos.              | Raia | CON                   | Nomes                                                                             | Tempo | Notas                |
| ----------------- | ---- | --------------------- | --------------------------------------------------------------------------------- | ----- | -------------------- |
| Medalha de ouro   | 7    | USA Estados Unidos    | Tianna Madison, Allyson Felix, Bianca Knight, Carmelita Jeter                     | 40.82 | Recorde mundial      |
| Medalha de prata  | 6    | JAM Jamaica           | Shelly-Ann Fraser-Pryce, Sherone Simpson, Veronica Campbell-Brown, Kerron Stewart | 41.41 | Recorde nacional     |
| Medalha de bronze | 5    | UKR Ucrânia           | Olesya Povh, Hrystyna Stuy, Mariya Ryemyen, Elyzaveta Bryzgina                    | 42.04 | Recorde nacional     |
| 4                 | 2    | NGR Nigéria           | Christy Udoh, Gloria Asumnu, Oludamola Osayomi, Blessing Okagbare                 | 42.64 | Recorde da temporada |
| 5                 | 8    | GER Alemanha          | Leena Günther, Anne Cibis, Tatjana Pinto, Verena Sailer                           | 42.67 |                      |
| 6                 | 9    | NED Países Baixos     | Kadene Vassell, Dafne Schippers, Eva Lubbers, Jamile Samuel                       | 42.70 |                      |
| 7                 | 3    | BRA Brasil            | Ana Cláudia Lemos, Franciela Krasucki, Evelyn dos Santos, Rosângela Santos        | 42.91 |                      |
| —                 | 4    | TRI Trinidad e Tobago | Michelle-Lee Ahye, Kelly-Ann Baptiste, Kai Selvon, Semoy Hackett                  | —     | DNF                  |

Legenda
| Recorde mundial      | Recorde mundial (World record)               |                       | Recorde africano                      | Recorde africano (African) |                                           | Q | Classificado por posição (Qualified) |
| Recorde olímpico     | Recorde olímpico (Olympic record)            | Recorde da América    | Recorde da América (Americas)         | q                          | Classificado por melhor tempo (Qualified) |   |                                      |
| Melhor marca do ano  | Melhor marca do ano (World leading)          | Recorde asiático      | Recorde asiático (Asian)              | DNS                        | Não largou (Did not start)                |   |                                      |
| Recorde nacional     | Recorde nacional (National record)           | Recorde europeu       | Recorde europeu (European)            | DNF                        | Não terminou (Did not finish)             |   |                                      |
| Recorde pessoal      | Recorde pessoal do atleta (Personal best)    | Recorde da Oceania    | Recorde da Oceania (Oceania)          | DSQ / DQ                   | Desclassificado (Disqualified)            |   |                                      |
| Recorde da temporada | Recorde da temporada do atleta (Season best) | Recorde sul-americano | Recorde sul-americano (South America) | NM                         | Sem marca (No mark)                       |   |                                      |